# Mikołaj Józef Kuczyński
Mikołaj Józef Kuczyński herbu Ślepowron (zm. przed 7 grudnia 1756 roku) – podstoli drohicki od 1729 roku.
Delegat i konsyliarz ziemi drohickiej w konfederacji dzikowskiej w 1734 roku. Poseł ziemi drohickiej na sejm zwyczajny pacyfikacyjny 1735 roku.